# Osino
Osino – jednostka osadnicza w Stanach Zjednoczonych, w stanie Nevada, w hrabstwie Elko.